# ماكواري جروب
ماكواري جروب المحدودة /məˈkwɔːri/ باسم بنك ماكواري ، هي مجموعة خدمات مالية واستثمارية أسترالية متعددة الجنسيات يقع مقرها الرئيسي في سيدني ومدرجة في بورصة أستراليا ( ASX  ).
قسم البنوك الاستثمارية في ماكواري هو مستشار الاندماج والاكتسابات في أستراليا ذو المرتبة الأولى مع أكثر من 871 مليار دولار أسترالي في الأصول التي يتم إدارتها  وهو واحد من أكبر مدير أصول البنية التحتية في العالم.    يبلغ عملاء بنك ماكواري إجمالي ثروة صافية لكل شخص من 943,000 دولار أسترالي (حتى مارس 2024) مما يجعلهم من بين أغنى الأغنياء في أستراليا.  
توظف الشركة أكثر من 20 ألف موظف  عبر أربع مجموعات تشغيلية في 34 سوقًا. 

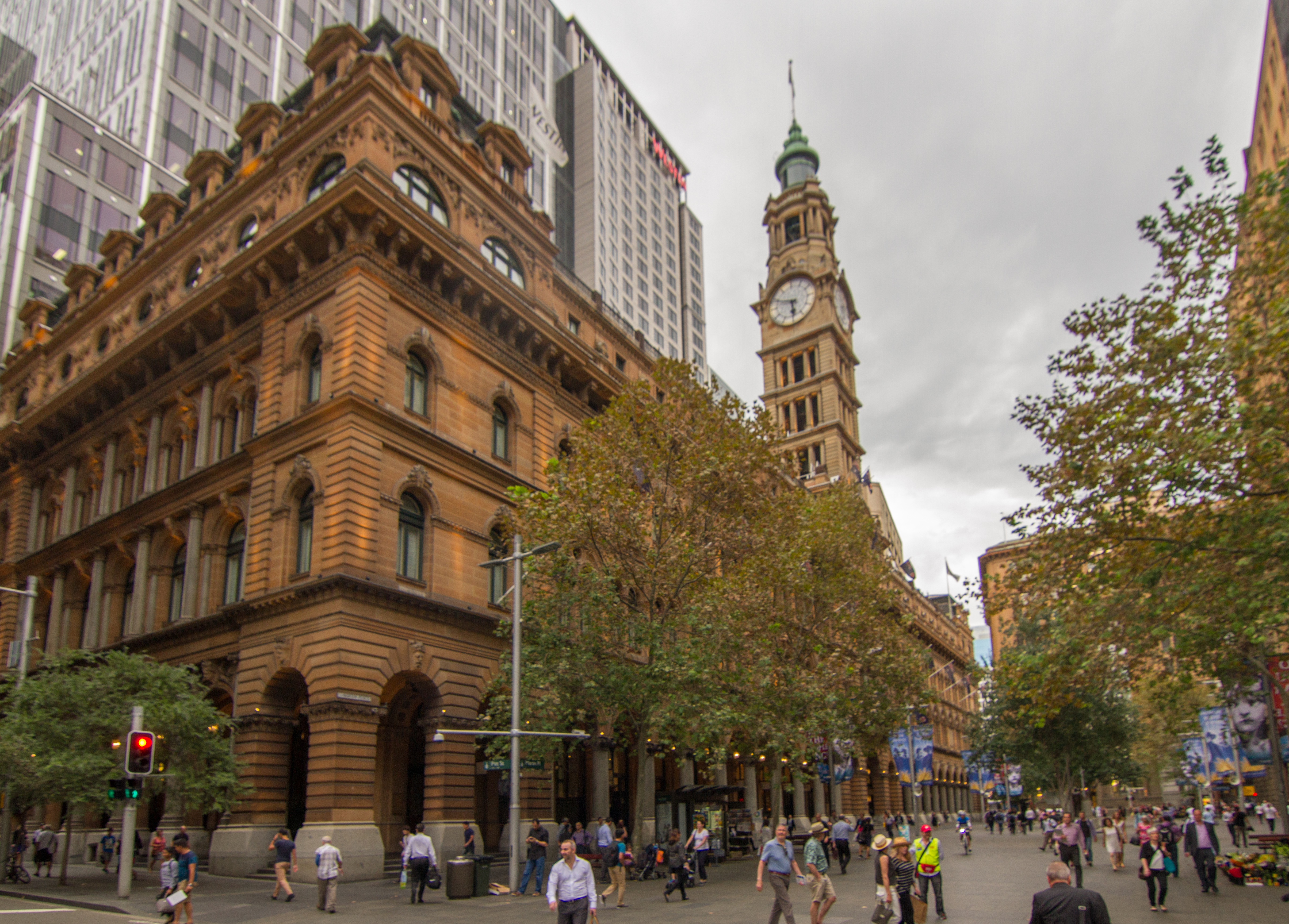
رقم 1 مارتن بليس ، أحد مكاتب مجموعة ماكواري في سيدني

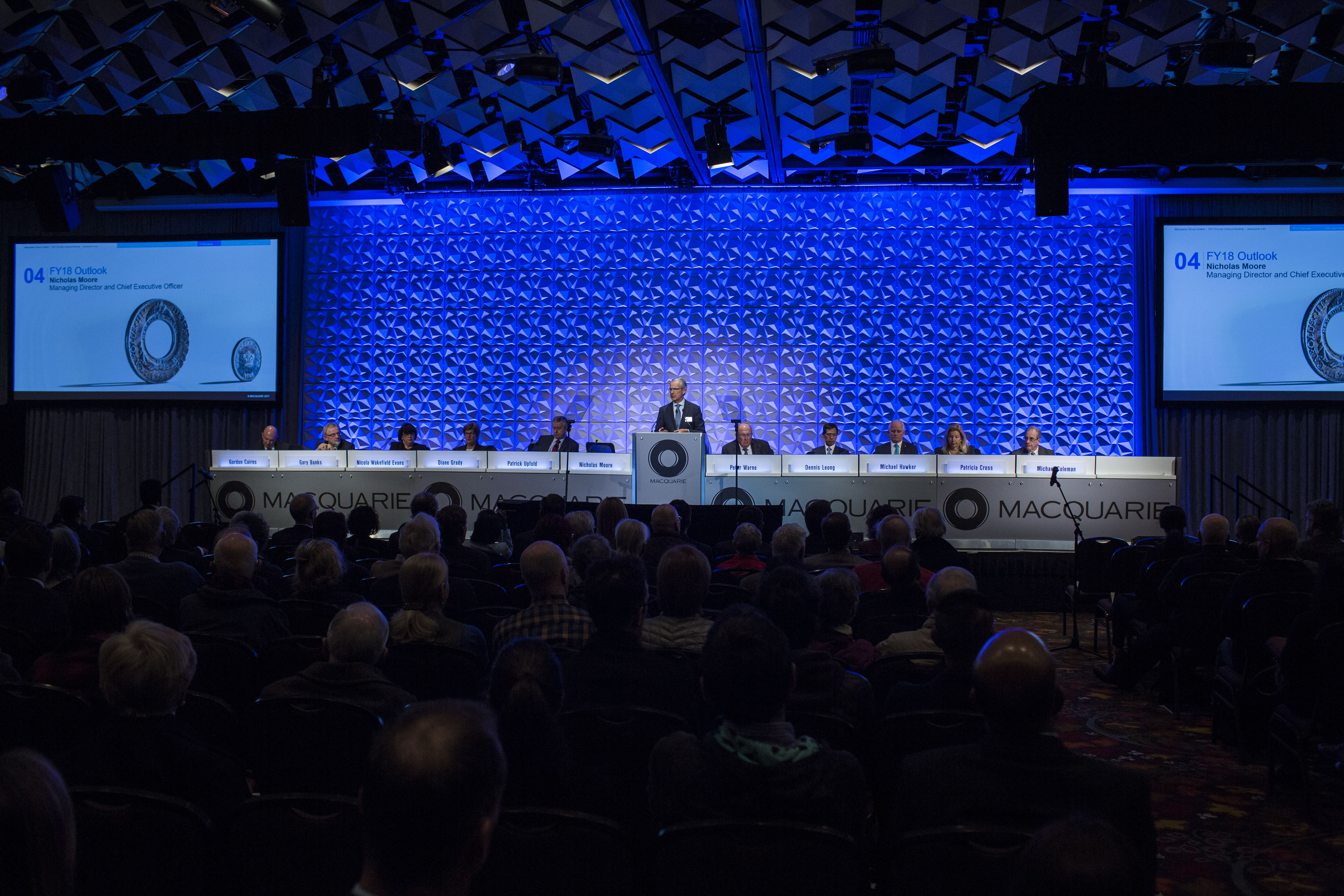
عرض مجلس إدارة ماكواري جروب

## روابط خارجية
- الموقع الرسمي
- Macquarie Group Ltd Investor Relations
- Macquarie Infrastructure and Real Assets (MIRA)
- شركات ماكواري جروب في الشركات المفتوحة

قالب:Macquarie Group